# Municipio de Clinton (condado de Seneca)
El municipio de Clinton (en inglés: Clinton Township) es un municipio ubicado en el condado de Seneca en el estado estadounidense de Ohio. En el año 2010 tenía una población de 4109 habitantes y una densidad poblacional de 51,01 personas por km².

## Geografía
El municipio de Clinton se encuentra ubicado en las coordenadas 41°7′35″N 83°7′34″O / 41.12639, -83.12611. Según la Oficina del Censo de los Estados Unidos, el municipio tiene una superficie total de 80.55 km², de la cual 80,26 km² corresponden a tierra firme y (0,36 %) 0,29 km² es agua.

## Demografía
Según el censo de 2010, había 4109 personas residiendo en el municipio de Clinton. La densidad de población era de 51,01 hab./km². De los 4109 habitantes, el municipio de Clinton estaba compuesto por el 97,52 % blancos, el 0,46 % eran afroamericanos, el 0,17 % eran amerindios, el 0,8 % eran asiáticos, el 0,19 % eran de otras razas y el 0,85 % eran de una mezcla de razas. Del total de la población el 0,95 % eran hispanos o latinos de cualquier raza.